# Das Judenthum in der Musik
Das Judenthum in der Musik (“Het Jodendom in de muziek”) is een anti-joods pamflet, geschreven door de Duitse componist Richard Wagner, voor het eerst onder een pseudoniem gepubliceerd in 1850 in het tijdschrift Neue Zeitschrift für Musik. Achteraf wordt het als 
antisemitisch aangeduid, hoewel ofschoon jodenhaat eeuwenoud is de specifieke term antisemitisme destijds nog niet bestond.
Wagner gebruikte aanvankelijk een pseudoniem ("K. Freigedank", wat zoveel betekent als “Vrijdenker”), waarschijnlijk om zichzelf te beschermen tegen de controversiële inhoud.
Hoewel zijn muziek wereldwijd gewaardeerd wordt, blijft Wagners jodenhaat een moreel en cultureel omstreden aspect van zijn nalatenschap.
Dit artikel werd in 1869 heruitgegeven onder zijn eigen naam, met een uitgebreidere inleiding, wat de betekenis en invloed ervan versterkte. Het pamflet werd berucht vanwege zijn openlijke vijandigheid tegenover Joden en hun rol in de Duitse muziekcultuur van de 19e eeuw.

## Doel en context
Wagner presenteerde zijn essay als een culturele en esthetische kritiek, maar de tekst is sterk ideologisch en raciaal gekleurd. Zijn centrale stelling is dat Joodse componisten en musici — met name Felix Mendelssohn en Giacomo Meyerbeer — niet in staat zouden zijn tot het tot stand brengen van "ware" kunst, omdat ze volgens hem van nature buitenstaanders zouden blijven in de Duitse geest en cultuur.

## Belangrijkste argumenten

### Vervreemding van de Duitse geest
Wagner beweerde dat Joden geen "organische" band zouden hebben met de Duitse cultuur. Volgens hem zouden ze "vreemdelingen" zijn in taal en geest. Hij beschouwde de Joodse aanwezigheid in de kunst als kunstmatig en onoprecht, iets wat er niet in thuishoorde. Wagner stelde dat Joodse musici zich slechts oppervlakkig konden aanpassen aan de Duitse stijl, maar deze nooit werkelijk zouden kunnen doordringen of vernieuwen.

### De Joodse invloed als corruptie
Hij beschuldigde Joodse componisten ervan dat zij de muziek tot iets oppervlakkigs en commercieels vervormden. Wagner noemt Mendelssohns muziek “aangenaam” maar “emotieloos” en stelde dat Meyerbeer zich bezighield met theatrale effecten zonderook maar enige  diepgang. Volgens Wagner zou deze “Joodse invloed” een verziekende werking hebben op de Duitse muziek, die volgens hem juist geworteld zou moeten zijn in volksziel en diepgang.

### De taal en uitspraak van Joden
Wagner wijdt een deel van zijn essay aan kritiek op de uitspraak van de Duitse taal door Joden, die hij als onaangenaam en onnatuurlijk beschrijft. Deze uitspraak zou volgens hem ongeschikt zijn voor zangkunst, wat hij gebruikt als reden waarom Joodse operacomponisten volgens hem tekortschieten. 

### Sociale mobiliteit en invloed van Joden
Wagner uitte in zijn pamflet ook ergernis over de toenemende zichtbaarheid en invloed van Joodse kunstenaars, critici en uitgevers in het culturele leven van Duitsland. Hij suggereerde dat hun succes niet het gevolg is van talent, maar van geld en netwerken, en dat dit zou leiden tot een verarming van de Duitse kunst.

### Oplossing volgens Wagner
In een schijnbaar “verzoenend” slot stelde Wagner dat Joden de situatie alleen zouden kunnen verbeteren door vrijwillig afstand te doen van hun Joodse identiteit. Pas als ze volledig zouden opgaan in de Duitse cultuur en hun "vreemdheid" aflegden, zouden ze ware kunst kunnen scheppen. Deze gedachte komt neer op culturele zelfopheffing en assimilatie onder druk.

## Invloed en receptie
Het pamflet veroorzaakte al bij eerste publicatie opschudding. Velen herkenden het als een persoonlijke aanval, vooral gericht tegen Meyerbeer, die eerder Wagner financieel had gesteund, maar later zijn rivaal werd. Wagner kreeg veel kritiek, ook uit muzikale kringen, maar het pamflet werd later herdrukt en bleef invloedrijk, vooral binnen anti-Joodse kringen in het keizerrijk en later ook in het Derde Rijk. Het werd door nazi-ideologen als een soort cultureel fundament voor hun openlijk antisemitische opvattingen beschouwd. Toen de nazi's aan de macht kwamen was antisemitisme inmiddels een ingeburgerde term.

## Historisch belang
Hoewel Wagners pamflet vandaag beschouwd wordt als een antisemitisch (of althans anti-Joods, omdat de term antisemitisme in zijn tijd nog niet bestond) en racistisch geschrift, is het van belang binnen de cultuurgeschiedenis vanwege de manier waarop Wagner zijn artistieke visie vermengt met nationalistische en raciale ideologieën. Het pamflet is een voorbeeld van hoe een culturele afkeer van Joden in de 19e eeuw begon over te gaan in het latere politiek antisemitisme, en draagt bij aan het begrip van de intellectuele voedingsbodem voor latere, radicalere vormen van Jodenhaat in Europa, zoals dat van de nazi's.
De nazi’s beschouwden Wagner als een “voordenker” van hun ideologie, mede vanwege dit geschrift. Adolf Hitler bewonderde Wagner openlijk, en het pamflet werd gezien als een culturele rechtvaardiging van waarvoor inmiddels de term antisemitisme in gebruik wad geraakt.

## Wagner en het antisemitisme van Adolf Hitler en de nazi's
Wagners ideologische nalatenschap had grote invloed op het wereldbeeld van Adolf Hitler en andere figuren binnen het nationaalsocialisme. Wagner en zijn ideeën speelden – zowel muzikaal als politiek – een rol in de ontwikkeling van de nazi-ideologie en in de propaganda van het Derde Rijk.

### Wagners jodenhaat en ideologie
Wagner’s afkeer was blijkens de inhoud van zijn pamflet niet incidenteel, maar systematisch. 
Wagner's nationalistische ideeën kwamen ook tot uiting in andere door hem geschreven essays. Hierin stelde hij dat ware kunst voortkwam uit het “Volksgeist” – de geest van het volk – een concept dat later centraal zou staan in de nazi-ideologie.

### Hitlers bewondering voor Wagner
Adolf Hitler maakte al vroeg kennis met het werk van Wagner. In zijn jeugd woonde hij uitvoeringen bij van Wagner-opera’s in Linz en Wenen. In Mein Kampf (1925) verwees Hitler niet expliciet naar Wagner, maar uit latere bronnen blijkt dat hij Wagners muziek en ideeën als diep inspirerend beschouwde.
Voor Hitler symboliseerde Wagner een synthese van artistieke grootsheid en ideologische zuiverheid. Hij zag in Wagners helden – zoals Siegfried, Parsifal en Wotan – archetypen van Germaanse kracht, offerbereidheid en lotsbestemming. Wagners mythologische thema’s sloten goed aan bij de nationaalsocialistische behoefte aan een “nieuwe religie” van bloed en bodem, volk en strijd.

### Wagner en de esthetiek van het Derde Rijk
Het nationaalsocialisme maakte gebruik van esthetiek als propagandamiddel, en Wagner leverde daarvoor de artistieke en ideologische kaders. Joseph Goebbels, minister van Propaganda, noemde Wagner een “geniale Duitse geest” die de “nieuwe mens” had voorvoeld. Bayreuth, de stad waar het Wagner-festival sinds 1876 werd georganiseerd, werd een belangrijk symbool van het Derde Rijk.
Het festival te Bayreuth werd vanaf 1933 direct verbonden met het naziregime. Winifred Wagner, schoondochter van Richard en directrice van het festival, was een vurige bewonderaar van Hitler. De dictator bezocht Bayreuth bijna jaarlijks en had een nauwe persoonlijke band met Winifred. Ze noemde hem zelfs "Wolf" – zijn favoriete bijnaam – en stuurde hem geschenken en brieven.
Tijdens het Derde Rijk werd Wagner regelmatig uitgevoerd bij nationale evenementen, militaire begrafenissen en in concentratiekampen als culturele ‘verheffing’ of cynische manipulatie.

### Wagner in nazi-propaganda en antisemitisme
Hoewel Wagner zelf al in 1883 overleed, omarmden de nazi’s zijn gedachtegoed alsof het direct hun wereldbeeld legitimeerde. Zijn antisemitische geschriften werden herdrukt en verspreid. In de jaren dertig werd zijn pamflet Das Judenthum in der Musik opnieuw uitgebracht in een herziene uitgave met expliciete verwijzingen naar het Derde Rijk.
De ideologische kern van Wagner – jodenhaat, nationalisme, verheerlijking van het heroïsche offer, het idee van de kunstenaar als ziener – werd door Hitler verheerlijkt en politiek geïnstrumentaliseerd. Wagner werd gepresenteerd als een culturele profeet van het Derde Rijk.
Sommige moderne onderzoekers benadrukken echter dat Wagner zelf geen aanhanger was van genocide of georganiseerde Jodenvervolging, en dat het gebruik van zijn werk door de nazi’s een herinterpretatie was. Anderen, zoals Paul Lawrence Rose, stellen dat Wagner’s jodenhaat zo fundamenteel en systematisch was, dat de overgang naar nazi-denken eerder logisch dan geforceerd was.

### Wagners erfenis na 1945
Na de Tweede Wereldoorlog werd Wagner’s reputatie problematisch. Zijn muziek bleef taboe in Israël (formeel niet verboden door de wet, maar uit respect voor Holocaust-overlevenden) en het Wahner Festival te Bayreuth kreeg te maken met zware kritiek. In de decennia daarna is het werk van Wagner deels ‘gede-nazificeerd’, waarbij de nadruk weer kwam te liggen op de artistieke innovaties (zoals het Leitmotiv, de Gesamtkunstwerk-gedachte en het vernieuwde muziektheater).
Tegelijkertijd blijft er discussie over de morele verantwoordelijkheid van kunstenaars en de interpretatie van hun werk. Wagner’s invloed op Hitler zou geen randfenomeen zijn geweest, maar een wezenlijk onderdeel van hoe kunst en ideologie zich in de moderne tijd met elkaar kunnen verweven.